# Mikrofiltracja
Mikrofiltracja – metoda filtracji zawiesin przy użyciu membran porowatych. Pory w membranach do mikrofiltracji są względnie duże (0,2–10 μm) więc już przy niewielkim ciśnieniu (0,1–0,3 MPa) przepływ jest duży i wynosi od kilku do kilkunastu m³/(m²·h). Otwory są takiej wielkości, że nie przechodzą przez nie koloidy, zawiesiny i bakterie, a przepuszczane są substancje rozpuszczone – jony i niejonowe związki chemiczne, np. niektóre witaminy i rozpuszczalne białka.
Metoda ta znalazła zastosowanie w biotechnologii do wydzielania biomasy oraz sterylizacji np. pożywek i piwa. W piwowarstwie mikrofiltracja zastępuje pasteryzację. Pozwala ona browarom na produkcję piwa niepasteryzowanego o przedłużonej do kilku miesięcy przydatności do spożycia.
Stosując metody mikrofiltracji można prowadzić procesy ciągłe w celu uzyskania biomasy lub metabolitów zewnątrzkomórkowych. Przykładowe zastosowania tej metody to filtracja sterylna mleka i solanki oraz oczyszczanie roztworów z zawiesin, jako metoda alternatywna dla wytrącania i odwirowania.